# Poblat murat de Capocorb d'en Jaquetó
El Poblat murat de Capocorb d'en Jaquetó és un poblat talaiòtic en runes al municipi de Llucmajor, Mallorca, a uns 600 m al nord-oest del poblat talaiòtic de Capocorb Vell. S'hi poden trobar un gran nombre de construccions de planta circular, rectangular i absidal, adossades a la murada o substituint-la.